# Sulzthal
Sulzthal – gmina targowa w Niemczech, w kraju związkowym Bawaria, w rejencji Dolna Frankonia, w regionie Main-Rhön, w powiecie Bad Kissingen, wchodzi w skład wspólnoty administracyjnej Euerdorf. Leży około 8 km na południowy wschód od Bad Kissingen, przy drodze B287.

## Demografia
| Rok  | Liczba mieszk. |
| ---- | -------------- |
| 1970 | 946            |
| 1987 | 859            |
| 2000 | 957            |
| 2005 | 935            |

## Polityka
Wójtem jest Konrad Weingart  CSU. Rada gminy składa się z 8 członków:
|      | CSU | SPD | Wolny Związek Wyborczy | Razem    |
| 2002 | 3   | 2   | 3                      | 8 miejsc |

## Oświata
(na 1999)

W gminie znajduje się 50 miejsc przedszkolnych (z 44 dziećmi).